# 科希馬縣

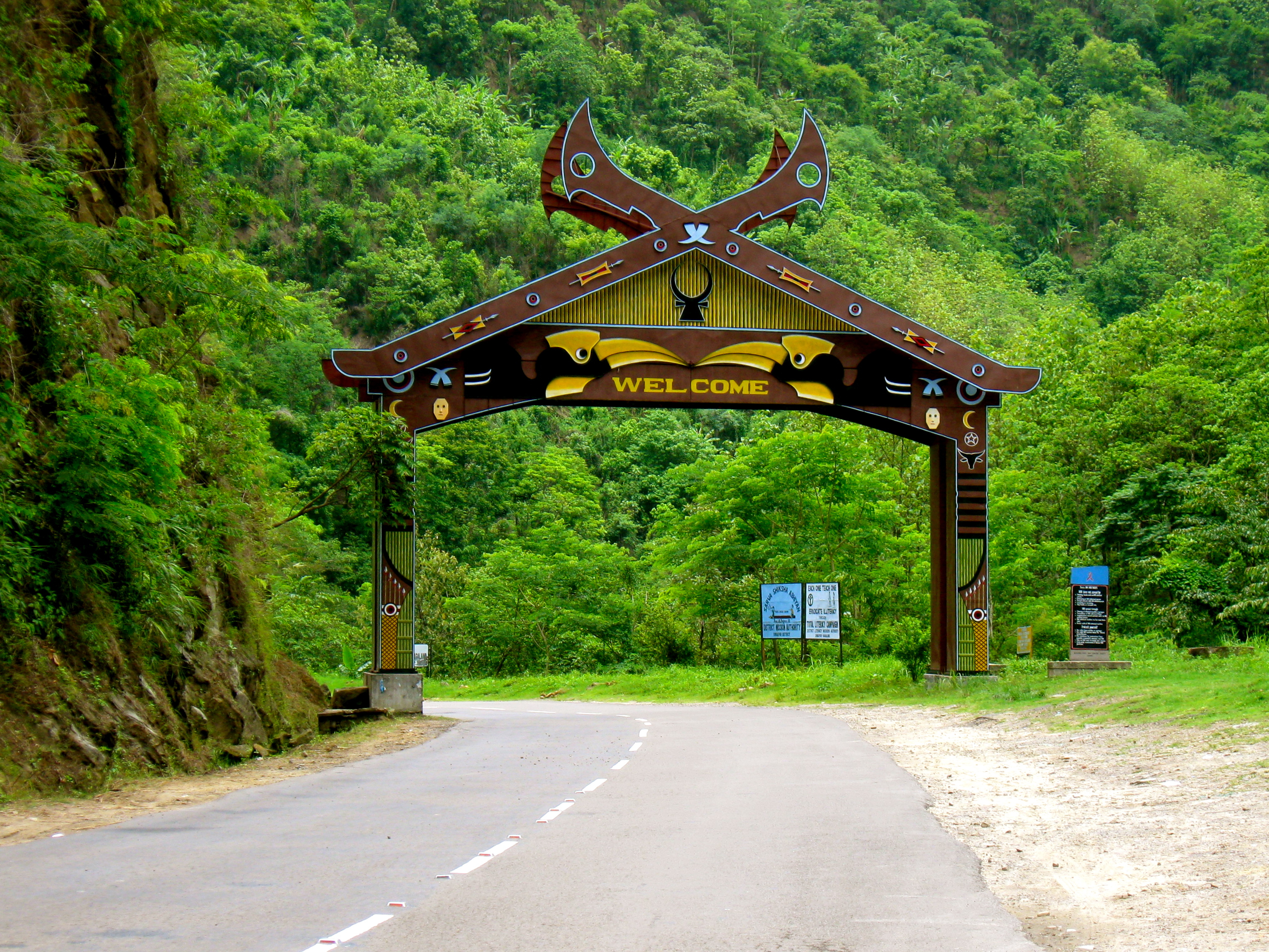

科希馬縣是印度的一個縣，位於該國東北部，由那加蘭邦負責管轄，面積3,113平方公里，每年平均降雨量1,831毫米，2011年人口270,063，人口密度每平方公里87人。

## 外部連結
- Official site （页面存档备份，存于）